# FC Dynamo Moskva
FC Dynamo Moskva (tiếng Nga: Динамо Москва) là một câu lạc bộ thể thao Nga Moskva. Được thành lập bởi Feliks Dzerzhinsky vào ngày 18 tháng 4 năm 1923 tại Liên Xô, động lực học của Moskva là tổ chức đầu tiên được tạo ra từ Câu lạc bộ thể thao Dinamo của toàn Liên minh, và là người duy nhất vẫn còn kết nối với Động lực cũ.
Trong suốt lịch sử lâu dài, công ty đã sản sinh ra những vận động viên ưu tú như Galina Gorokhova, Lev Yashin, Mikhail Voronin, Vitali Davydov, Maria Isakova và Ludmilla Tourischeva cùng những người khác. Hơn 1.500 vận động viên, huấn luyện viên và nhân viên câu lạc bộ đã nhận được giải thưởng nhà nước và vận động viên của họ đã giành được hơn 300 huy chương vàng tại Thế vận hội Olympic.

## Các đội và loại thể thao
| Loại Thể thao             | Đội                                                      |
| ------------------------- | -------------------------------------------------------- |
| Bóng đá                   | F.K. Dinamo Moskva thành lập năm 1923.                   |
| Ice hockey                | H.C. Dynamo Moskva thành lập năm 1946.                   |
| Bóng rổ                   | MBC Dynamo Moskva thành lập năm 1923.                    |
| Bóng rổ                   | WBC Dynamo Moskva thành lập năm 1923.                    |
| Bóng chuyền               | VC Dynamo Moskva thành lập năm 1926.                     |
| Bóng chuyền               | WVC Dynamo Moskva thành lập năm 1926.                    |
| Bóng nước                 | WPC Dynamo Moskva thành lập năm 1923.                    |
| Bóng đá trong nhà         | MFK Dinamo Moskva thành lập năm 2002.                    |
| Bóng đá bãi biển          | PFK Dynamo Moskva thành lập năm 2012.                    |
| Bóng rugb                 | RC Dynamo Moskva thành lập năm 1933.                     |
| Trượt tuyết               | Câu lạc bộ Dynamo Moskva Trượt tuyết thành lập năm 1923. |
| Bơi lội                   | Dynamo Moskva (bơi lội) thành lập năm 2010.              |
| Đấu kiếm                  | Dynamo Moskva (đấu kiếm) thành lập năm 1923.             |
| Chèo thuyền               | Dynamo Moskva (chèo thuyền) thành lập năm 1928.          |
| Năm môn phối hợp hiện đại | Dynamo Moskva (năm môn phối hợp hiện đại)                |
| Thể dục dụng cụ           | Dynamo Moskva (thể dục dụng cụ) thành lập năm 1974.      |
| Võ thuật                  | Dynamo Moskva (võ thuật)                                 |
| Bắn súng                  | Dynamo Moskva (bắn súng) thành lập năm 1923.             |
| Đạp xe                    | Dynamo Moskva (đạp xe)                                   |

## Thư viện ảnh vận động viên đáng chú ý

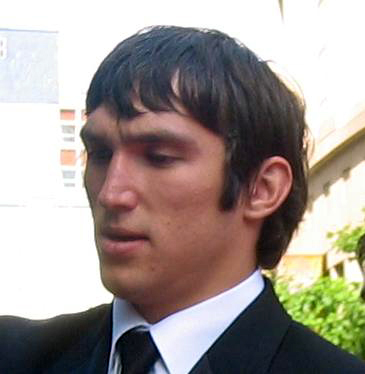
Aleksandr Ovechkin
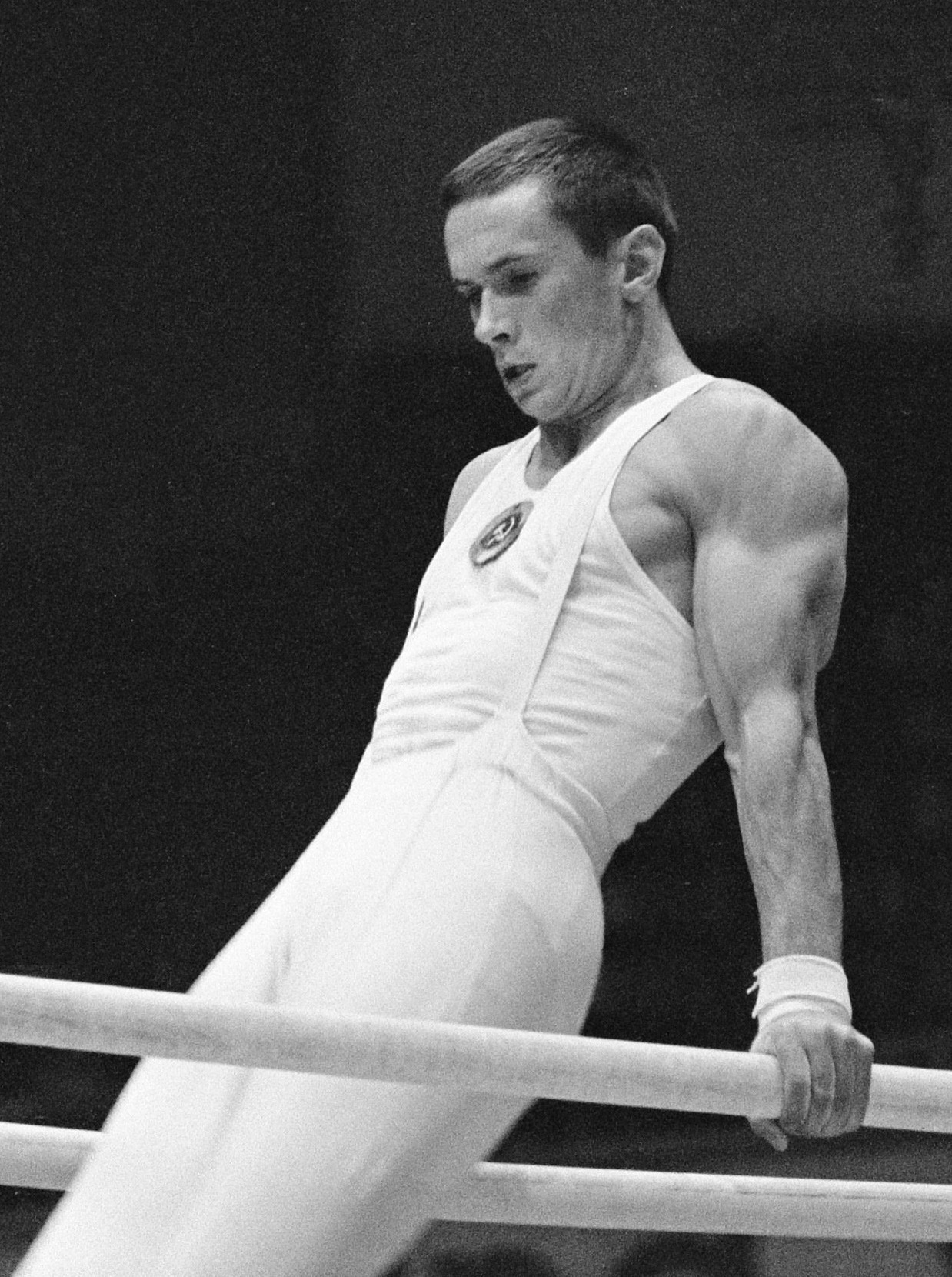
Mikhail Voronin
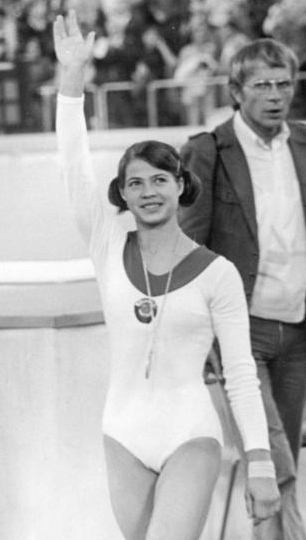
Ludmilla Tourischeva
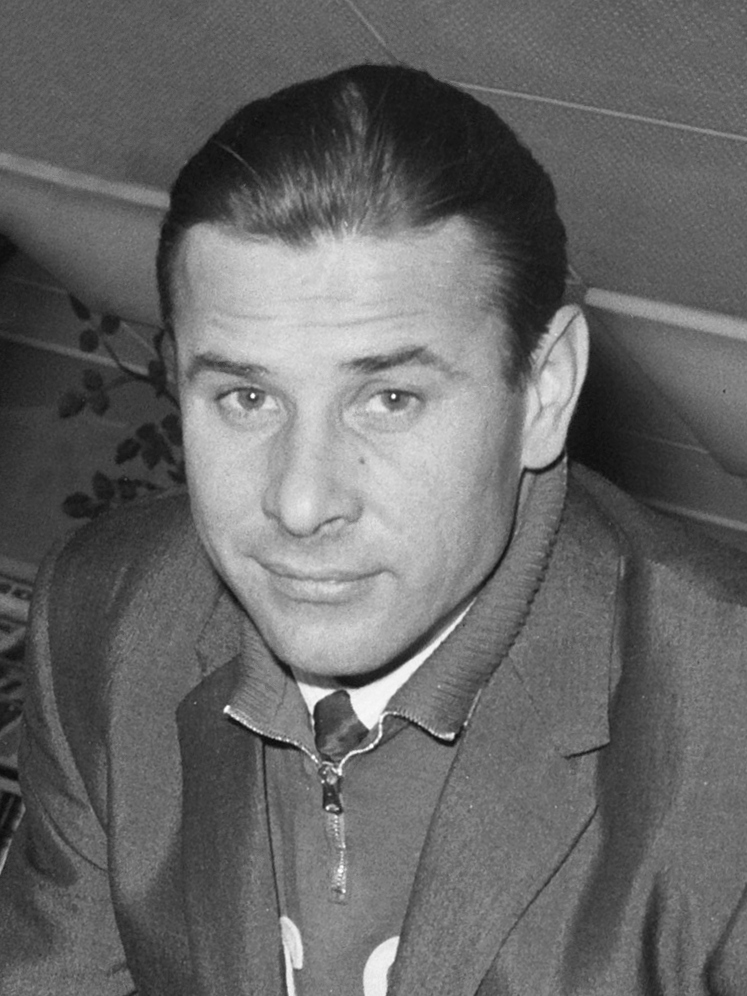
Lev Yashin
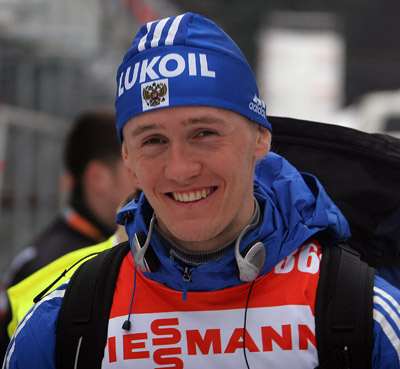
Nikita Kryukov
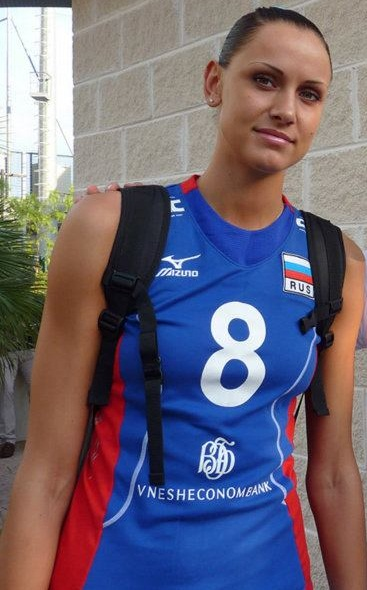
Nataliya Obmochaeva
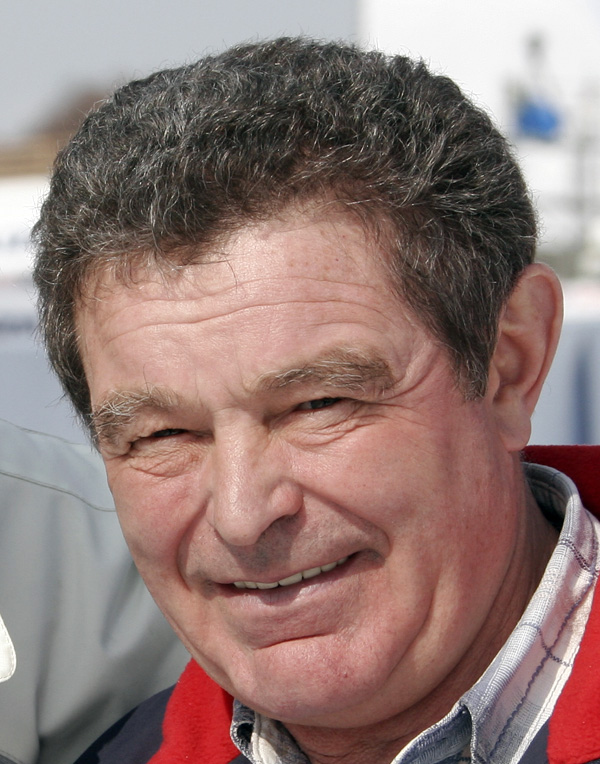
Vyacheslav Vedenin
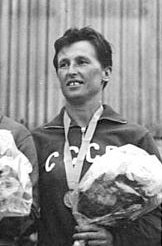
Ninel Krutova